# Leptomenes major
Leptomenes major är en stekelart som beskrevs av Giordani Soika 1976. Leptomenes major ingår i släktet Leptomenes och familjen Eumenidae. Inga underarter finns listade i Catalogue of Life.